# حب الشباب المكبب
حب الشباب المكبب أو حب الشباب (العُدّ) المكبب (بالإنجليزية Acne conglobata)هو نوع شديد من العد يكون وراثي على الاغلب، يتشكل من زؤان كبير وكيسات وخراجات وحبوب متداخلة تؤدي عادة إلى ندبات جدرية مشوهة، يصيب عادة الوجه والظهر والصدر وفي بعض الحالات قد يصيب النقرة والإليتين.في حب الشباب المكبب، تتشكل عقيدات التهابية حول زؤانات متعددة، وتزيد في حجم تدريج
وهو كما في حب الشباب المداهم يصيب الذكور أكثر من الإناث، والاعمار التي يصيبها هذه العد تكون في الاغلب بين 18 و 30عاما.

## الأسباب
سبب الحالة ليس معروف على وجه التدقيق ولكنه أكثر شيوعا عند الذكور، ويقدر الباحثين ان السبب في ذلك علاقته مع هرمون التستوستيرون. الأفراد الذين يعانون من زيادة الأندروجينات أيضا يعانون من حب الشباب المكبب، ويمكن أيضا أن يكون مرتبطاً بسوء تعاطي المنشطات الهرمونية . وقد يحدث أيضا بعد انتهاء العلاج بواسطة هرمون تستوستيرون ، حيث يحاول الجسم إعادة تقويم نظام الغدد الصماء.
المحفز الرئيسي هو وجود فائض من الهرمونات الذكرية، والتي قد تظهر من قبل أي عدد من العوامل، مثل سن البلوغ عند الذكور، وإساءة استعمال الستيروئيدات، وجود ورم يفرز الاندروجينات من تلقاء نفسه أو غير ذلك مما يدفع الجسم لاطلاق اندروجينات إضافية، أو العلاج بالتستوستيرون.

## الاعراض
يصيب هذا النوع منطقة الوجه والصدر وأعلى الظهر،ويتصف بالاعراض التالية:
- -عقيدات وندبات تكون ملتهبة أو غير ملتهبة.
- -التهاب الغدد العرقية القيحي الذي يظهر على شكل دمامل في منطقة الإبطين والأرفاغ والنهدين .
- - التهاب الجلد:
- - ضرر شديد على الجلد، من خلال تشوهات وتقشير.
- - ظهور ندب تكون اما كبيرة أو صغيرة، قليلة العدد أو كثيرة.
- - الزوان. وعادة ما تكون واضحة وتنتشر على نطاق واسع في كثير من الأحيان تحدث على الوجه والعنق والذراعين والجذع العلوي أو الأرداف.

## العلاج
يجب على المرضى المصابون بحب الشباب المكبب مراجعة أخصائى الأمراض الجلدية. وقد يتم العلاج بالصادات العامة والمعالجة الموضعية مثل اعطاء المصاب الايزوتريتنوين أو المضادات الحيوية والستيرويد عن طريق الفم.ويمكن إعطاء العلاج الهرموني للإناث المصابات . قد يكون من الضروري وصف عدة دورات من العلاج على مدى فترة من السنين. حتى بعد الشفاء التام .قد يستغرق العلاج على الأقل مدة خمسة أشهر، وقد يحتاج بعض المرضى إلى منهج علاجي متكرر من نفس الدواء .